# Église Saint-Laurent de Hésingue
Pour les articles homonymes, voir Église Saint-Laurent.
L'église Saint-Laurent de Hésingue est une église catholique française. Elle est située sur le territoire de la commune de Hésingue, dans le département du Haut-Rhin en région Grand Est.

## Situation
L'église se trouve dans la commune de Hésingue, au sud du département du Haut-Rhin. Elle est située au cœur du village, au bord de la D 419. Avec son clocher de 42 mètres il s'agit du plus haut bâtiment de la ville.

## Histoire
Les premières mentions d'une église à Hésingue datent de 1302. Un édifice médiéval est remplacé en 1773 par l'église actuelle en même temps que le maître autel. L'agrandissement de la nef ainsi que la construction du clocher datent de 1839. En 1963, lors de la rénovation intérieure du sanctuaire, une boite en plomb encastrée dans l'ancien autel en bois fut trouvée. À l’intérieur se trouvait un parchemin sur lequel était noté l'acte de consécration datée du 12 juin 1773 par Jean-Baptiste Gobel, évêque-auxiliaire de Bâle.

## Mobilier historique
| Monument historique                                                            | Commune  | Localisation                    | Protection | Date de la protection | Référence  | Photo |
| ------------------------------------------------------------------------------ | -------- | ------------------------------- | ---------- | --------------------- | ---------- | ----- |
| retable du maître-autel, statue de Saint-Laurent et deux anges du couronnement | Hésingue | église catholique Saint-Laurent | inscrit    | 1988                  | PM68001073 |       |
| tableau : Saint-Laurent, Saint-Étienne et la Trinité                           | Hésingue | église catholique Saint-Laurent | inscrit    | 1988                  | PM68001072 |       |
| statue : Christ en croix                                                       | Hésingue | église catholique Saint-Laurent | inscrit    | 1988                  | PM68001071 |       |
| statue : Saint-Sébastien                                                       | Hésingue | église catholique Saint-Laurent | inscrit    | 1988                  | PM68001070 |       |
| tableau : Saint-Arbogast et Saint-Sébastien                                    | Hésingue | église catholique Saint-Laurent | inscrit    | 1988                  | PM68000524 |       |
| statue : Saint-Christophe                                                      | Hésingue | église catholique Saint-Laurent | inscrit    | 1988                  | PM68000521 |       |
| statue : Saint-Joseph                                                          | Hésingue | église catholique Saint-Laurent | inscrit    | 1988                  | PM68000520 |       |